# La Pobla de Segur
La Pobla de Segur è un comune spagnolo di 3 165 abitanti (dato 2012) situato nella comunità autonoma della Catalogna.

## Amministrazione

### Gemellaggi
- Le Fousseret
- Castellavazzo